# يو يانغ (لاعب كرة قدم)
يو يانغ هو لاعب كرة قدم صيني، ولد في 21 سبتمبر 1983.